# Ревун (мавпа)
Ревун (Alouatta) — рід широконосих мавп (Platyrrhini) родини Капуцинові (Cebidae).
Це мавпи середнього розміру: довжина тіла становить 40-70 см, довжина хвоста — 50-75 см, вага 6-8 кг. Хвіст хапальний. Хутро довге, існують кілька варіантів забарвлення. Ревуни мають добре розвинені горлові мішки, що відіграють роль резонаторів та забезпечують гучний голос представників роду. Місця проживання — дощові та гірські ліси Центральної і Південної Америки. Переважно проводять час на деревах, утворюючи сімейні групи з 15-18 особин. Типовий раціон: листя, плоди та бруньки рослин.